# David Lowery
David Lowery (Milwaukee, Wisconsin; 26 de diciembre de 1980) es un director de cine y guionista estadounidense con residencia en Dallas, Texas.

## Biografía
David Lowery es el menor de nueve hermanos. Su familia se trasladó a Irving, Texas, cuando tenía siete años, ya que su padre había aceptado un puesto de profesor de Teología en la Universidad de Dallas. Estando en el instituto de Irving, Lowery escribió y dirigió su primera película, Lullaby.

## Carrera
David Lowery realizó en 2009 su primer largometraje, St. Nick, en el que dos niños son abandonados por sus tutores. Ganó el premio Texas al mejor director en el AFI Dallas Internacional Film Festival de 2009. En 2011, escribió y dirigió el cortometraje titulado Pioneer, presentado en el Festival de Cine de Sundance.
En 2013, Lowery dirigió su segundo largometraje, Ain't Them Bodies Saints, protagonizado por Casey Affleck y Rooney Mara. La película fue nominada para el premio del Gran Jurado en el Festival de Cine Sundance de 2013. También fue seleccionada para competir en el Festival Internacional de Cine de Cannes de 2013.
Ha trabajado también para otros directores, como Amy Seimetz, en su película Sun Don't Shine, o para Shane Carruth en Upstream Color. También ha escrito guiones, como el de la película Pit Stop, del director Yen Tan.
En el Festival de Cannes de 2014 se anunció que Lowery participaría con un filme dirigido y escrito por él sobre un libro premiado en los National Book Award 2012, The Yellow Birds, del veterano de guerra Kevin Powers. Al final, The Yellow Birds fue dirigida por Alexandre Moors y protagonizada por Jack Huston, Tye Sheridan, Alden Ehrenreich y Jennifer Aniston.

## Ain't Them Bodies Saints
En su película más famosa, Ain't Them Bodies Saints, rodada en 2013, David Lowery deja entrever la influencia de Claire Denis en su película 35 Shots of Rum. El propio Lowery ha señalado su gusto por la película de Robert Altman McCabe & Mrs. Miller, una de sus favoritas e influencia para la realización de este filme. Otros han advertido la presencia de autores como Paul Thomas Anderson o David Fincher detrás de la realización de la película.

## Filmografía

### Largometrajes
- Deadroom (2005) - Codirector, guionista, productor, editor
- St. Nick (2009) - Director, guionista, montador
- Sun Don't Shine (2012) - Montador
- Upstream Color (2013) - Montador
- Pit Stop (2013) - Coguionista
- Ain't Them Bodies Saints (2013) - Director, guionista
- Listen Up Philip (2014) - Productor
- Pete's Dragon (2016) - Director, guionista
- The Yellow Birds (2017) - Guionista
- A Ghost Story (2017) - Director, guionista
- The Old Man & the Gun (2018) - Director, guionista
- Miss Juneteenth (2020) - Productor
- El caballero verde (2021) - Director, guionista
- Peter Pan & Wendy (2023) - Director, guionista

### Cortometrajes
- Lullaby (2000) - Director, guionista, productor, montador
- A Catalog of Anticipations (2008) - Director, guionista
- Pioneer (2011) - Director, guionista, montador

### Televisión
- Rectify (2014), episodio "Donald The Normal" - Director